# Servische volleybalploeg (mannen)

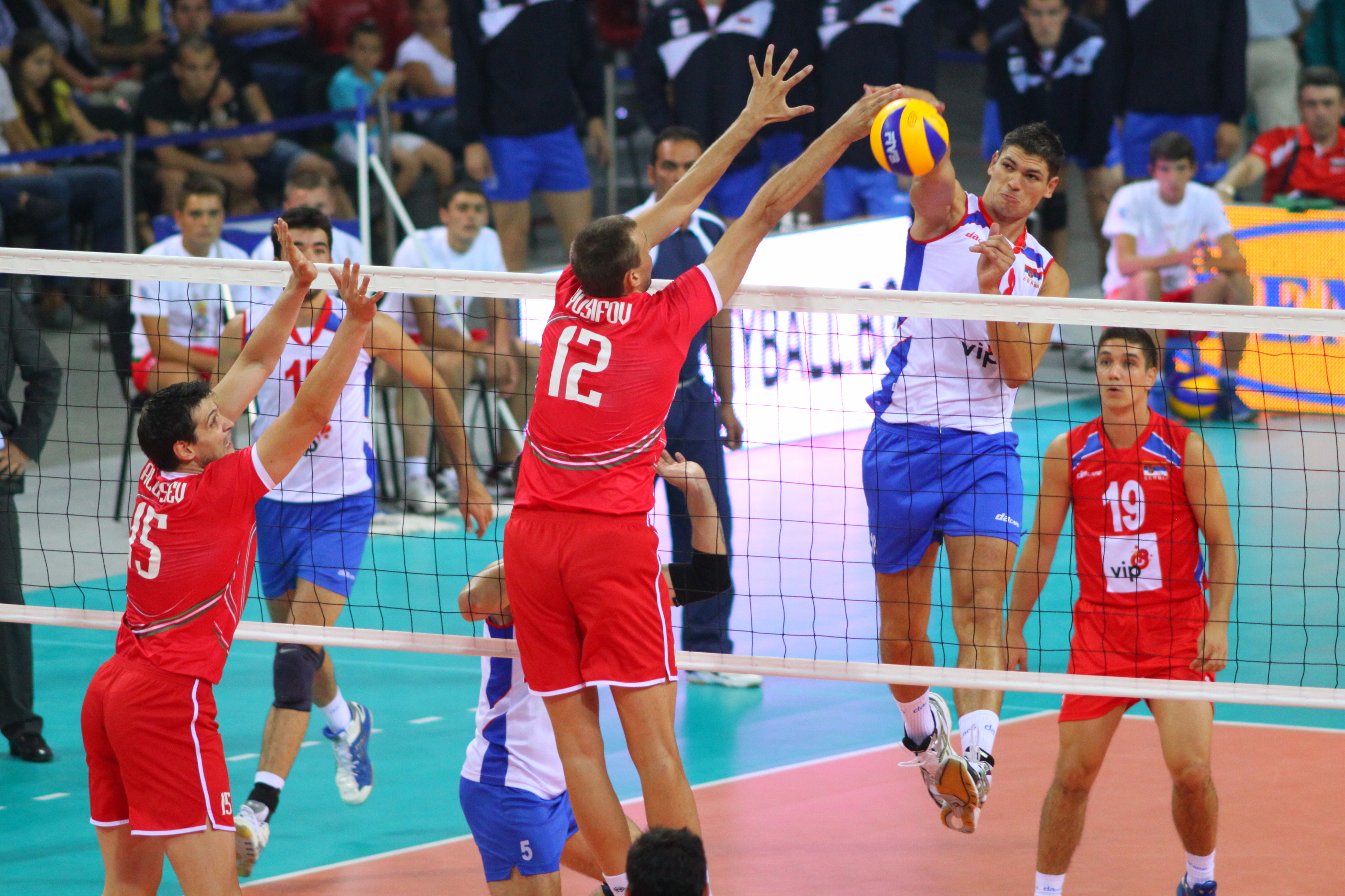
Servische volleybalploeg

De Servische herenvolleybalploeg is het team dat Servië vertegenwoordigt bij internationale wedstrijden. Het team is een van de sterkste nationale volleybalteams ter wereld. In 2000 werd tijdens de Olympische Spelen in Sydney de gouden medaille behaald. In 2001 werd de Europese titel gewonnen. Andere medailles werden tijdens het Wereldkampioenschap en de FIVB World League gewonnen.

## Selectie

### Wereldkampioenschap 2007
Trainer/Coach: Igor Kolaković ( SRB)
| No. | Naam              | Club                     | Land |
| --- | ----------------- | ------------------------ | ---- |
| 1   | Nikola Kovačević  | GS Lamia                 | GRE  |
| 4   | Bojan Janić       | Codyeco Santa Croce      | ITA  |
| 5   | Vlado Petković    | Buducnost Podgorica      | MNE  |
| 6   | Slobodan Boškan   | Tours VB                 | FRA  |
| 7   | Dragan Stanković  | Crvena Zvezda            | SRB  |
| 8   | Marko Samardžić   | Vojvodina Novi Sad       | SRB  |
| 9   | Nikola Grbić      | Copra Piacenza           | ITA  |
| 10  | Miloš Nikić       | Budvanska Rivijera Budva | MNE  |
| 11  | Andrija Gerić     | Lube Banca Macerata      | ITA  |
| 14  | Ivan Miljković    | Lube Banca Macerata      | ITA  |
| 15  | Saša Starović     | Buducnost Podgorica      | MNE  |
| 18  | Marko Podraščanin | Vojvodina Novi Sad       | SRB  |